# La Pomme (société savante)
Pour les articles homonymes, voir La Pomme.
La Pomme est une société artistique et littéraire, créée en 1877  par Paul Sébillot et Elphège Boursin. Son objectif est de regrouper à Paris des écrivains et des artistes originaires de Bretagne ou de Normandie. La société permettait de suivre l'actualité régionale et organisait un concours de poésie annuel. La société est dissoute vers 1940.

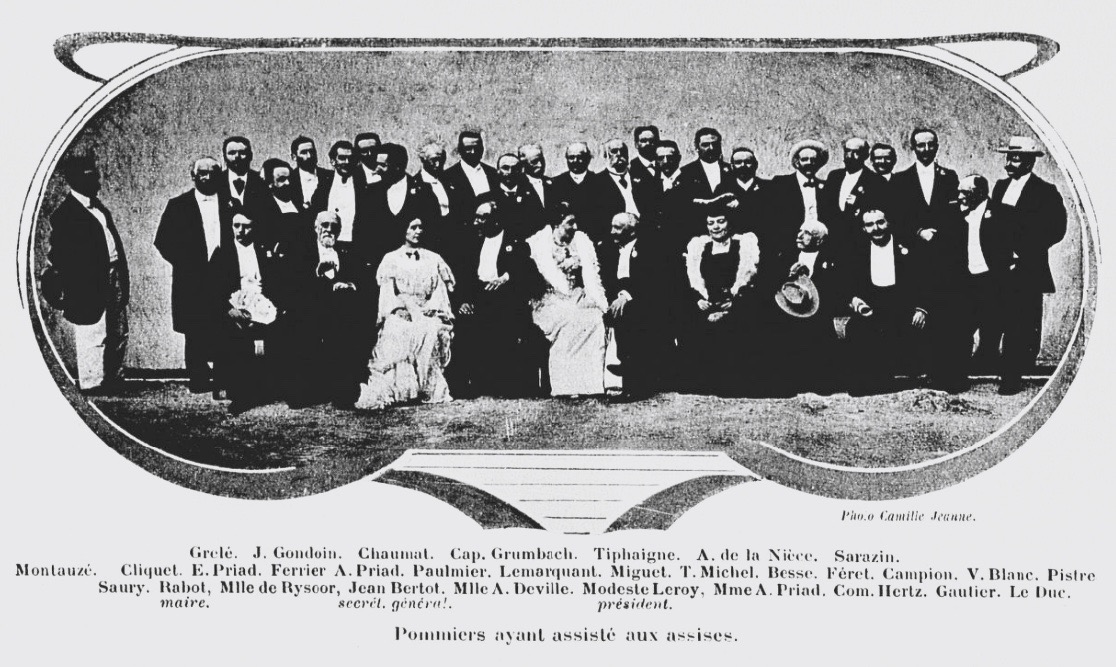
La Société littéraire et artistique "La Pomme", aux assises de Falaise en 1904

La Société littéraire et artistique La Pomme a été créée en 1877, à l’initiative de l’ethnologue, écrivain et peintre breton Paul Sébillot et du journaliste, essayiste politique, homme de lettres et historien normand Elphège Boursin, qui se succèderont à sa présidence. Ses statuts ont été adoptés le 26 janvier 1878. 
Elle a été la seconde société savante régionale fondée à Paris. Ses membres étaient des hommes de lettres, des artistes, des savants, des personnalités politiques vivant à Paris mais exclusivement originaires de Normandie et de Bretagne. Ils se réunissaient une fois par mois au restaurant Lafitte, rue Taranne, et tenaient chaque année des assises alternativement dans une ville bretonne ou normande.
La Pomme organisait un concours littéraire annuel. Ainsi, le jury du concours de 1885, présidé par le poète Leconte de Lisle, avait comme sujet le poète breton Auguste Brizeux et attribua son premier prix à une poétesse normande vivant en Bretagne, Mathilde Jacob. Les assises de cette année se sont tenues à Paramé. En 1887, le sujet de concours était le peintre manchois Jean-François Millet. Les assises se sont tenues en 1887 à Lorient, en 1891 à Saint-Malo, en  1898 à Honfleur.
La Pomme a connu un grand succès parmi les lettrés et ses membres ont été très nombreux. On peut citer parmi eux Félix Faure, président de la République, Pierre Waldeck-Rousseau en 1904 , président du Conseil des ministres, le poète Leconte de Lisle, le préfet et ambassadeur Eugène René  Poubelle en 1886, le compositeur Erik Satie en 1885, le peintre Guillaume Fouace en 1887, Charles Monselet entré en 1879, Théodore Botrel en 1896, Anatole Lebras dit Le Braz et Charles Le Goffic en 1912.
La Société a publié des annuaires et créé en 1889 la revue mensuelle la Pomme.
En 1928, elle comprenait 331 membres. Elle a fonctionné régulièrement jusqu’à la fin des années 1930. Elle est dissoute dans les années 1940 environ.